# Misaki Sekiyama
Misaki Sekiyama (関山 美沙紀 Sekiyama Misaki, Prefectura de Hyōgo, 22 de febrero de 1981) es una seiyū japonesa. Ha participado en series como Naruto: Shippūden, Tona-Gura! y Nodame Cantabile, entre otras. Está afiliada a 81 Produce.

## Roles Interpretados

### Series de Anime
- Blue Drop como Kangofu
- Chocotto sister como la madre de Takeshi
- Element Hunters como Sabrina Ford
- Gintama como Itou Kamotarou (joven), pequeña Elizabeth y Shin-chan
- Glass no Kamen (2005) como Yasuko
- Hanamaru Yōchien como la madre de Aoi
- Kakutou Bijin Wulong como Chie
- Kaze no Shōjo Emily como Carrie Strang
- Naruto: Shippūden como Mabui
- Nodame Cantabile como Maiko Aizawa
- Otome Yōkai Zakuro como Mitsuōgi
- School Days como Amelia
- Tona-Gura! como Chihaya Suzuhara
- Uragiri wa Boku no Namae o Shitteiru como Takuya

### Películas
- Naruto Shippuden 5: La prisión de sangre como Mabui

### Videojuegos
- Naruto Shippūden: Ultimate Ninja Storm 3 como Mabui
- Naruto Shippuden: Ultimate Ninja Storm Revolution como Mabui

## Música
- Participó del opening de Tona-Gura!, DRAMATIC☆GIRLY, junto con Akemi Kanda, Sayaka Ohara, Erino Hazuki y Ayumi Tsuji.[3]